# Honglingjin Shuiku
Honglingjin Shuiku är en reservoar i Kina. Den ligger i den autonoma regionen Inre Mongoliet, i den norra delen av landet, omkring 28 kilometer väster om regionhuvudstaden Hohhot. Trakten runt Honglingjin Shuiku består i huvudsak av gräsmarker.
Genomsnittlig årsnederbörd är 568 millimeter. Den regnigaste månaden är juli, med i genomsnitt 170 mm nederbörd, och den torraste är januari, med 3 mm nederbörd.